# 신지호 (정치인)
신지호(申志鎬, 1963년 6월 23일~)는 대한민국의 사회활동가 출신 정치인이다. 제18대 국회의원을 지냈다.
서울에서 태어났으며, 경기고등학교를 나와 연세대학교 경제학과에 81학번으로 입학했다. 대학시절부터 1990년대까지 노동조합을 조직하는 하는 등 진보진영에서 활동했으나, 1992년 <고백>, <당신은 아직도 혁명을 꿈꾸는가> 등의 글을 쓰고 전향하였다. 이후 일본 게이오기주쿠 대학으로 가 정치학 박사학위를 받았고 서강대학교 공공정책대학원 겸임교수를 지냈다.
전향 이전까지는 인천지역 민주노동자연맹(인민노련), 한국 사회주의 노동당(한국 사회노동당) 창당 준비위원회 울산지역 책임자, 진보정당 추진위, 언노련 등에서 노회찬, 송영길, 주대환 등과 함께 활동하기도 했다. 전향 후에는 경제정의실천시민연합, 일본 경제 단체 연합회 21세기 정책연구소, 조지 워싱턴 대학교 시거센터, 삼성글로벌리서치, 한국개발연구원 등에서 근무했다. 2008년에 실시된 대한민국 제18대 국회의원 선거에서 서울 도봉구 갑 한나라당 후보로 출마하여 김근태 통합민주당 후보를 누르고 당선되었으며, 신우익 단체인 자유주의연대의 대표를 지냈다.
2011년 서울특별시장 보궐선거를 앞둔 상황에서 나경원 한나라당 후보의 대변인을 역임했으나 폭탄주 10잔을 마시고 취한 상태에서 MBC 100분 토론에 출연한 사실이 논란이 되자 사퇴했고, 2012년에 실시된 대한민국 제19대 국회의원 선거에 출마하지 않았다. 하지만 서울북부지방검찰청의 수사 과정에서 2009년 말에 자신의 지역구에 위치한 경로당에 대기업의 협찬을 받고 가전 제품을 기부한 사실이 확인되어 2012년 10월에 공직선거법 위반 혐의로 기소되었고, 2013년에 대법원으로부터 징역 8개월, 집행유예 2년을 선고받으면서 10년 동안 피선거권을 박탈당했다.
2017년에는 TBC 대구방송이 매일신문과 공동 기획한 방송 프로그램 신지호가 만난 사람의 진행자를 맡았다. 2019년 12월 30일에는 대한민국 정부로부터 특별사면대상자로 지정되면서 복권되었으나, 대통령 사면권의 혜택을 받고 싶지 않다는 의사를 밝혔고, 2020년에 실시된 대한민국 제21대 국회의원 선거에 불출마하였다.

## 학력
- 홍익대학교 사범대학 부속초등학교 졸업
- 중동중학교 졸업
- 경기고등학교 졸업
- 연세대학교 경제학과 학사
- 한국방송통신대학교 대학원 행정학 석사
- 일본 게이오 대학교 대학원 정치학 박사

## 경력
- 1991 한국사회주의노동당 창당준비위원회 울산지역 책임자
- 1992 경제정의실천시민연합
- 경단련 21세기정책연구소 연구원
- 조지워싱턴대학교 시거센터 초빙학자
- 북한연구학회 연구이사
- 삼성경제연구소 북한연구팀 수석연구원
- 한국개발연구원 초빙연구위원
- 통일부 정책자문위원회 위원
- 서강대학교 사회과학연구소 연구교수
- 서강대학교 공공정책대학원 연구교수
- 자유주의연대 대표
- 시대정신 이사
- 제17대 대통령직인수위 외교통일안보분과 자문위원
- 한나라당 제1정조위원회 부위원장
- 한나라당 인권위원회 부위원장
- 한나라당 원내대책위원회 원내부대표
- 한나라당 간사
- 2008. 5.~2012. 5. 제18대 국회의원(서울 도봉구 갑, 한나라당→새누리당, 초선)
  - 국회 행정안전위원회 위원
  - 국회 운영위원회 위원
- 연세대학교 객원교수
- 2021. 10.~2021. 11. 국민의힘 윤석열 제20대 대통령 선거 예비후보 종합지원본부 종합상황실 정무실장
- 2012. 12.~2022. 3. 국민의힘 살리는 선거대책위원회 중앙선거대책위원회 공보단 상임공보특보 겸 총괄특보단 정무특보
- 2022. 10.~2024. 8. 국무총리실 청년정책조정위원회 부위원장
- 시작캠프 상황실장
- 2024. 8.~2024. 12. 국민의힘 전략기획부총장
- 2024. 8.~2024. 9. 국민의힘 10·16 재보궐선거 후보 선정을 위한 중앙당 공천관리위원회 위원
- 2024. 9.~2024. 12. 국민의힘 전략기획본부장
- 2025. 4. ~2025. 5.: 국민의힘 한동훈 제21대 대통령 선거 경선후보 국민먼저 캠프 특보단장

## 의정 활동
신지호 의원은 2009년 1월 12일부터 정치개혁특별위원회 상임 위원으로 활동하고 있다. 다음과 같은 법률의 개정에 참여하고 있다.
- 2008년 11월 20일, 군의문사 진상규명 등에 관한 특별법 폐지법률안
- 2008년 11월 20일, 거창사건등관련자의명예회복에관한특별조치법 일부개정법률안
- 2008년 11월 20일, 5·18민주화운동 관련자 보상 등에 관한 법률 일부개정법률안
- 2008년 11월 20일, 제주4·3사건 진상규명 및 희생자명예회복에 관한 특별법 일부개정법률안
- 2008년 11월 20일, 일제강점하 강제동원피해 진상규명 등에 관한 특별법 일부개정법률안
- 일명, 마스크 착용 금지 법안 또는 복면금지법으로 '집회 및 시위에 관한 법률'을 '평화적 집회 및 시위 보장법'으로 명칭을 바꾸는 등의 개정안 내용은 한나라당 17명이 공동으로 제출하였다. 이 개정안에는 시민단체의 불법행동에 대해 예산지원을 하지 않는 등의 내용도 들어 있다.

## 활동내역
- 2008년 8월 5일 촛불집회에 참여한 시민단체들에게 지원한 정부 보조금을 회수하자고 주장을 했다. 이를 위해 2008년 7월 24일 국법질서 문란 단체에 대한 보조금 지원을 제한·환수하는 내용의 '비영리 민간단체 지원법 일부 개정 법률안'을 국회에 제출했다.[2]
- 2008년 10월 13일 국정감사에서 유모차부대 카페 운영자에게 분유나 과자 등에 대한 멜라민 파동 때는 왜 유모차를 끌고 나오지 않았냐고 추궁했다. 이에 대해 국회의원으로서의 직무에 대한 책무성이 낮고 보수라는 이념 편향성 입장에서 표면적 논리의 논박에서 오는 정서적 이득에 주력하고 있다는 비판이 제기되고 있다. 이는 국회의원으로서의 책무성뿐만 아니라 사안의 중대성에 대한 인식을 잘못된 비틀기로 호도한다는 비판이 있다.[3]
- 2008년 10월 14일 집회나 시위에서 가면이나 마스크 등 복면 착용을 금지하는 것을 핵심 내용으로 한 집회 및 시위에 관한 법률 개정안을 국회에 제출했다. 그러나 사회 범죄자들의 언로 노출에 있어 마스크나 모자 착용에 대해서는 말이 없고 항상 대중의 이념성에 대해 왜곡된 대처를 한다는 비판이 제기되고 있다.[4]
- 2008년 11월 18일 군의문사위 폐지 법안 발의에 대해 군의문사 유가족, 국회 신지호 의원실 항의방문했지만, "업무방해로 고소하겠다"며 면담을 거부했다.[5]
- 2009년 1월 20일 용산에서 철거민 시위를 강경진압하다가 경찰 1명을 포함하여 철거민 6명이 진압도중 화재로 사망하는 사건이 발생했다. 신지호 의원은 발생한 화재사건에 대해 "무고한 시민들의 재산과 생명을 심히 위협하는 도심테러 행위"이며 "경찰 특공대의 진압은 정당하다"는 의견을 밝혔다. 용산 참사와 관련 "철거민연합은 범죄집단", "고의적 방화", "도심테러행위" 등의 발언을 했다[6]
- 2009년 5월 17일, 18일에 개최되는 `광우병 촛불 1년의 성찰과 나라 선진화 과제'라는 토론회에 앞서 "촛불은 좌파에게 약이 아닌 독이 되고 있다"고 발언했다.[7]
- 2011년 6월 2일 민주당 김진표의원이 부산저축은행의 캄보디아 PF대출사업에 연루되어있다는 의혹을 국회 대정부질문에서 제기하였다. 이에 대해 김진표 의원은 "터무니없는 거짓말"이라고 반박하였으며,신지호 의원이 증거로 제시한 2007년 캄보디아 방문은 한국-캄보디아 친선협회 차원의 일이라고 해명하였다.[8] 김진표 의원이 국회 윤리의원회 제소로 대응하자[9] 신지호 의원은 6월 13일에 다시 김진표 의원이 2007년 7월 부산저축은행 프로젝트의 일환으로 진행 중인 씨엠립의 신공항 공사장을 방문하였다며 의혹을 제기하였고, 이 방문의 목적과 누구를 만났는지 해명할 것을 요구했다. 민주당은 당 차원에서 씨엠립 방문은 여야 의원이 모두 동행한 문화재 관람과 지역 부지사와의 오찬 일정 뿐이었다고 해명하고, 명백한 사실을 음해하려는 신지호 의원의 행위에 대해 민사상, 형사상 책임을 물을 것이라고 경고했다.[10]
- 2011년 8월 5일, 평화방송 라디오에 출연하여 최근 3500만명의 개인정보가 유출된 네이트-싸이월드 해킹사건과 관련, “북한과 관련됐을 가능성이 높다”고 말했다.[11]

## 전과
- 공직선거법위반: 징역 8개월, 집행유예 2년 - 2013년 1월 11일 선고[12]

## 역대 선거 결과
| 실시년도 | 선거   | 대수 | 직책     | 선거구         | 정당     | 득표수   | 득표율          | 순위 | 당락 | 비고 |
| -------- | ------ | ---- | -------- | -------------- | -------- | -------- | --------------- | ---- | ---- | ---- |
| 2008년   | 총선   | 18대 | 국회의원 | 서울 도봉구 갑 | 한나라당 | 32,613표 | \| \| 48.04% \| | 1위  |      | 초선 |
|          | 48.04% |      |          |                |          |          |                 |      |      |      |

## 저서
- 《북한의 개혁개방》
- 《북한경제 발전전략의 모색》
- 《뉴라이트의 세상읽기》